# 안성준 (바둑 기사)
안성준(安成浚, 1991년 9월 16일~)은 대한민국의 바둑 기사이다. 형인 안형준도 바둑 기사이다.

## 약력
2008년 연구생 내신을 통해 입단했다. 2009년 제28기 KBS 바둑왕전 본선과 제37기 하이원배 명인전 본선에 진출했다. 2010년 2단을 거쳐 2011년 3단으로 승단했으며 제7기 원익배 십단전 본선 2회전 진출허고 KB국민은행 2011 한국바둑리그에서 준우승을 차지했다. 2012년 제56기 국수전 본선에 진출했고 제8기 한국물가정보배 프로기전에서 김지석을 누르고 생애 첫 우승을 차지했다. 2013년 제41기 하이원리조트배 명인전 본선 16강과 제9기 한국물가정보배 프로기전 4강, 삼성화재배 본선 8강에 각각 진출했다. 2020년 제39기 KBS 바둑왕전 결승 진출과 동시에 준우승 가산 점수에 따른 승단 규정에 의해 9단으로 승단했다.